# Metipocregyes affinis
Metipocregyes affinis är en skalbaggsart som beskrevs av Stefan von Breuning 1968. Metipocregyes affinis ingår i släktet Metipocregyes och familjen långhorningar.
Artens utbredningsområde är Laos. Inga underarter finns listade i Catalogue of Life.